# Dennis Erhardt
Dennis Erhardt (Amsterdam, 1 april 1972) is een Nederlands zanger, presentator en producer.

## Biografie
Na het behalen van zijn havodiploma ging Erhardt werken als platenverkoper bij de Bijenkorf in Amsterdam. Hierdoor kwam hij terecht in de muziekwereld en volgde een baan bij Arcade.

### Loopbaan
Vanaf 1993 was hij manager en producent bij diverse platenmaatschappijen. In 1996 nam hij zelf, onder de artiestennaam Dennis, het liedje Gewoon een vrolijk liedje op dat een hit werd. Het lied, dat werd uitgegeven door Polydor, was een cover van Afric Simones Hafanana. Ook schreef hij als componist en tekstschrijver liedjes voor diverse Nederlandstalige artiesten en scoorde in 1995 een hit met het nummer Waardeloos, gezongen door het trio Tina, Toos en Tessa, een parodie op het nummer Ademnood.
Als producent kreeg hij in 1998 voor zijn album ‘De Grootste Nederlandstalige Songfestivalhits’ de Eurovision Award. Hij werkte verder als redactiechef entertainment bij het persbureau Novum en werd in 2010 de initiator van een entertainmentwebsite.
Erhardt presenteerde ook het Alternatief Songfestival en is verslaggever bij RTV Rijnmond. Ook werkte hij bij RADIONL.

## Discografie

### Singles
| Single met eventuele hitnotering(en) in de Nederlandse Top 40 | Datum van verschijnen | Datum van binnenkomst | Hoogste positie | Aantal weken | Opmerkingen                              |
| ------------------------------------------------------------- | --------------------- | --------------------- | --------------- | ------------ | ---------------------------------------- |
| Gewoon een vrolijk liedje                                     | 1996                  | 05-10-1996            | 34              | 3            | als Dennis / Nr. 31 in de Single Top 100 |
| Wil je met me mee?                                            | 1996                  | -                     |                 |              | als Dennis / Nr. 89 in de Single Top 100 |